# Newz.dk
newz.dk er et dansk websted med teknologinyheder, som i 1999 blev skabt i Sønderborg, senere flyttede den til Vamdrup nær Kolding for at ende i Århus. I 2008 blev yderligere to undersektioner, MacNation og Railgun, tilføjet. Den nyeste sektion var RAID1, der henvendte sig til it-professionelle. RAID1 afløste IT-dialog, som ellers slog sig sammen ind under Newz.dk's vinger d. 5. august 2010.
newz.dk hørte oprindeligt under newz Media som blandt andet også talte filmz.dk og videovideo.dk. I 2015 blev newz.dk relanceret under nye ejere, hvor undersektionerne RAID1 og MacNation samtidig blev nedlagt.

## Samarbejdspartnere
newz.dk var før hovedsageligt baseret på brugerleveret indhold, men det ændrede sig efter indgåelsen af partnerskabet med Freeway Media i 2008, hvorefter der blev oprettet en egentlig redaktion med en ansvarshavende redaktør og aflønnede medarbejdere. De brugerindsendte nyheder udgør dog stadig en stor del af nyhedsstrømmen, men som før udvælges og censureres indholdet af redaktionen.. Den 28. oktober 2008 meddelte newz.dk, via en pressemeddelelse, at de afbrød samarbejdet med Freeway koncernen. Sagen blev i de efterfølgende dage omtalt heftigt i pressen, idet begge parter beskyldte modparten for ikke at have overholdt samarbejdets betingelser.

## Hacket juleaften
D. 24. december 2007 blev newz.dk hacket af Team Gillmore Girls. Gruppen siger selv, at de skulle have hacket siden ved hjælp af et usikkert eval-script, hvor de fik adgang til at køre selv-definerede PHP-scripts, og på den måde overtog de serveren. Newz.dk skrev selv, at de bare havde downloadet en gammel backup af en brugerliste. Team Gillmore Girls begyndte straks at dekryptere de mange brugeres adgangskoder, hvor af 5.000 blev lagt ud på en blog (der nu er slettet) for at bevise hacket (med adgangskoder, navne, emails og IP-adresser for de viste brugere). De efterfølgende dage (nu indtil d. 30/12) blev newz.dk lagt ned i flere dage, hvor siden viste mærkelige fejl-meddelelser eller forsøgte at lave et uendeligt antal omstillinger til sig selv. 
Dette kom efter at TGG i 2005 opnåede rettigheder til at oprette nyheder og debattere med brugere af newz.dk, gennem en administratorkonto.